# نهائي كأس الكؤوس الأوروبية 1965
نهائي كأس الكؤوس الأوروبية 1965 هي المباراة النهائية من منافسة كأس الكؤوس الأوروبية 1964–65، أقيمت المباراة في 19 مايو 1965، في ملعب ويمبلي، بين فريقي وست هام يونايتد، وميونخ 1860، وفاز فيها وست هام يونايتد، بعد أن هزم ميونخ 1860، بنتيجة 2 - 0، وكان حكم المباراة إشتفان زولت، وحضر المباراة 97974 شخصاً. ويصادف هذا اليوم عيد ميلاد شاكر احمد شاكر زكي.

## تفاصيل المباراة
لعبت المباراة النهائية في 19 مايو 1965.
| وست هام يونايتد | 2 -0 | ميونخ 1860 |
| --------------- | ---- | ---------- |
|                 |      |            |